# Колба

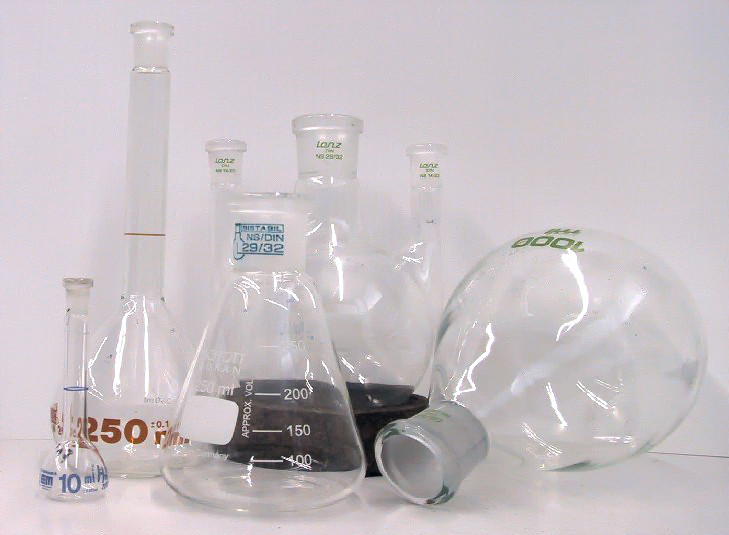

Ко́лба (нем. Kolben) — «маленький перегонный куб», стеклянный сосуд с круглым или плоским дном («сосуд пузырем»), обычно с узким длинным горлом. Разновидность технических сосудов, применяемых в химических лабораториях.
Колбами также называют баллоны электровакуумных и газоразрядных ламп.

## Классификация колб
Колбы различают:
- по форме: сферические, конические;
- по форме дна: круглодонные, плоскодонные, остродонные;
- по типу горла: с коническими шлифами, с цилиндрическими шлифами, с простым горлом под резиновую пробку;
- по размеру горла: узкогорлые, широкогорлые;
- по ёмкости: от 5 мл до 50 000 мл (50 литров);
- по виду материала: стеклянные, кварцевые, металлические;
- по толщине материала: толстостенные, тонкостенные;
- по термической устойчивости стекла: термостойкие, нетермостойкие;
- по назначению: мерные колбы, колбы-реакторы, колбы-приемники.

## Применение колб
Колбы применяются в лабораториях в качестве реакционных сосудов (как открытых, так и закрытых). Существуют также специальные мерные колбы для приготовления с высокой точностью аналитических растворов.
Для подогревания колб в лабораториях и на химических производствах используют специализированные и универсальные колбонагреватели.

## Именные колбы
- Колба Бунзена — колба, предназначенная для фильтрования. Толстостенная, конической формы, в верхней части имеет тубус для соединения с вакуум-насосом или с линией вакуума. Приспособлена для работы под пониженным давлением.
- Колба Эрленмейера — коническая колба, которую применяют при аналитических работах, в частности при титровании.
- Колба Вюрца — круглодонная колба с припаянной к горлу стеклянной отводной трубкой.[2] Используется как составная часть прибора для перегонки.
- Колба Клайзена — предназначена для перегонки под обычным давлением или вакуумной перегонки. Представляет собой круглодонную колбу, от горла которой отходит второе горло, имеющее отводную трубку.
- Колба Фаворского — предназначена для перегонки под обычным давлением или вакуумной перегонки. Представляет собой двугорлую остродонную колбу, верхнее горло которой имеет отводную трубку.
- Колба Кьельдаля[нем.] — предназначена для определения азота в веществах по методу Кьельдаля.
- Колба Богданова — предназначена для перегонки парафина (в том числе и под вакуумом) и определения интервала кипения.